# Rothia watersi
Rothia watersi là một loài bướm đêm trong họ Noctuidae.